# Adoptio naturam imitatur
Adoptio naturam imitatur (łac. przysposobienie (adopcja) naśladuje naturę) – zasada rzymskiego prawa familijnego oznaczająca, iż stosunki między przysposabiającymi a przysposobionymi powinny być ukształtowane na wzór stosunków między naturalnymi rodzicami i dziećmi.
Obecnie zasadę tę w prawie polskim wyrażają przepisy różnych ustaw, m.in.:
- art. 936, art. 957 Kodeksu cywilnego[1];
- art. 15, art. 121, art. 122 Kodeksu rodzinnego i opiekuńczego[2];
- art. 48, art. 87 § 1, art. 261 Kodeksu postępowania cywilnego[3];
- art. 40 Kodeksu postępowania karnego[4];
- art. 115 § 11 Kodeksu karnego[5].